# ژیمناستیک در المپیک تابستانی ۱۹۸۰
ژیمناستیک در بازی‌های المپیک تابستانی ۱۹۸۰ نام رویداد ورزش ژیمناستیک در بازی‌های المپیک تابستانی بود که در سال ۱۹۸۰ برگزار شد. در این مسابقات فقط مسابقات ژیمناستیک هنری برگزار شد. مسابقات ژیمناستیک هنری در ۱۴ بخش برگزار شد که ۸ عدد از آن‌ها مربوط به مسابقات مردان و ۶ عدد مربوط به مسابقات زنان است. تمام مسابقات در مسکو از ۲۰ تا ۲۵ ژوئیه برگزار شد.

## نتایج

### مردان
| بازی‌ها             | طلا | نقره | برنز |
| انفرادی تمام اسباب | الکساندر دیتیاتین · اتحاد شوروی | نیکولای آندریانف · اتحاد شوروی                                                                               | استویان دلچف · بلغارستان                                                                                |
| تیمی تمام اسباب    | اتحاد شوروی (URS) · نیکولای آندریانف · ادوارد آزاریان · الکساندر دیتیاتین · بوگدان ماکوتس · ولادیمیر مارکلوف · الکساندر واسیلیویچ تکاچیوف | آلمان شرقی (GDR) · رالف-پیتر همان · لوتز هوفمان · لوتز ماک · میشائل نیکولای · آندرئاس برونست · رولاند بروکنر | مجارستان (HUN) · فرنتس دونات · دیوردی گوتسوگی · زولتان کلمن · پیتر کواچ · زولتان ماگیار · ایستوان واموش |
| حرکات زمینی        | رولاند بروکنر · آلمان شرقی | نیکولای آندریانف · اتحاد شوروی                                                                               | الکساندر دیتیاتین · اتحاد شوروی                                                                         |
| بارفیکس            | استویان دلچف · بلغارستان | الکساندر دیتیاتین · اتحاد شوروی                                                                              | نیکولای آندریانف · اتحاد شوروی                                                                          |
| میله پارالل        | الکساندر واسیلیویچ تکاچیوف · اتحاد شوروی                                                                                                  | الکساندر دیتیاتین · اتحاد شوروی                                                                              | رولاند بروکنر · آلمان شرقی                                                                              |
| خرک حلقه           | زولتان ماگیار · مجارستان | الکساندر دیتیاتین · اتحاد شوروی                                                                              | میشائل نیکولای · آلمان شرقی                                                                             |
| دارحلقه            | الکساندر دیتیاتین · اتحاد شوروی | الکساندر واسیلیویچ تکاچیوف · اتحاد شوروی                                                                     | ییژی تاباک · چکسلواکی                                                                                   |
| پرش از خرک         | نیکولای آندریانف · اتحاد شوروی | الکساندر دیتیاتین · اتحاد شوروی                                                                              | رولاند بروکنر · آلمان شرقی                                                                              |

### زنان
| بازی‌ها             | طلا | نقره | برنز                                                                                                   |
| انفرادی تمام اسباب | یلنا داویدوا · اتحاد شوروی                                                                                        | ماکسی ناوک · آلمان شرقی · نادیا کومانچی · رومانی                                                                 | مدال داده نشد                                                                                          |
| تیمی تمام اسباب    | اتحاد شوروی (URS) · یلنا داویدوا · ماریا فیلاتوا · نلی کیم · یلنا نایموشینا · ناتالیا شاپوشنیکوا · استلا زاخارووا | رومانی (ROU) · نادیا کومانچی · رودیکا دونکا · امیلیا ابرله · کریستینا النا گریگوراش · ملیتا رون · دومیتریتا ترنر | آلمان شرقی (GDR) · ماکسی ناوک · سیلویا هیندورف · استفی کراکر · کاتارینا رنش · کارولا زوبه · بریگیت زوس |
| چوب موازنه         | نادیا کومانچی · رومانی                                                                                            | یلنا داویدوا · اتحاد شوروی                                                                                       | ناتالیا شاپوشنیکوا · اتحاد شوروی                                                                       |
| حرکات زمینی        | نلی کیم · اتحاد شوروی · نادیا کومانچی · رومانی                                                                    | مدال داده نشد | ناتالیا شاپوشنیکوا · اتحاد شوروی · ماکسی ناوک · آلمان شرقی                                             |
| پارالل ناهم‌سطح     | ماکسی ناوک · آلمان شرقی                                                                                           | امیلیا ابرله · رومانی                                                                                            | استفی کراکر · آلمان شرقی · ملیتا رون · رومانی · ماریا فیلاتوا · اتحاد شوروی                            |
| پرش از خرک         | ناتالیا شاپوشنیکوا · اتحاد شوروی                                                                                  | استفی کراکر · آلمان شرقی                                                                                         | ملیتا رون · رومانی                                                                                     |

## جدول مدال‌ها
| رتبه  | کشور              | طلا | نقره | برنز | مجموع |
| ۱     | اتحاد شوروی (URS) | ۹   | ۸    | ۵    | ۲۲    |
| ۲     | آلمان شرقی (GDR)  | ۲   | ۳    | ۶    | ۱۱    |
| ۳     | رومانی (ROU)      | ۲   | ۳    | ۲    | ۷     |
| ۴     | بلغارستان (BUL)   | ۱   | ۰    | ۱    | ۲     |
| ۴     | مجارستان (HUN)    | ۱   | ۰    | ۱    | ۲     |
| ۵     | چکسلواکی (TCH)    | ۰   | ۰    | ۱    | ۱     |
| مجموع | مجموع             | ۱۵  | ۱۴   | ۱۶   | ۴۵    |